# The Pit (Barbican Centre)
Pour les articles homonymes, voir The Pit.
The Pit est l'une des salles de théâtre du Barbican Centre, d'une capacité de 164 places.
Ouvert en 1982, à l'instar du complexe culturel du Barbican, c'est un espace modulable qui accueille régulièrement des compagnies et des artistes émergents, 